# El cerco del diablo
El cerco del diablo es una película dramática española de 1952 dirigida por Antonio del Amo, Enrique Gómez Bascuas, Edgar Neville, José Antonio Nieves Conde y Arturo Ruiz Castillo.

## Temas
La película se divide en varios episodios dirigidos cada uno por un director, pero todos ellos tienen en común su temática fantástica, algo insólito en el cine español de finales de los 40.

## Reparto
- Fernando Aguirre: Pescador
- Margarita Andrey: Muchacha
- Valeriano Andrés: Policía
- Julio Ballesteros: General
- Rafael Bardem:  Marido
- José Bódalo: Hombre
- Antonio Casas
- Manuel de Juan: Barman
- Manuel Dicenta: Cómplice
- Julio Ferrer: Griego
- Juan García del Diestro: Jugador
- Manrique Gil: Ventero
- José María Lado: Padre
- Agustín Laguilhoat: Revisor
- Concha López Silva: Bruja
- Guillermo Marín: Diablo
- Manuel Medina: Atracador
- Trini Montero: Moza
- Conchita Montes: Eva
- Gina Montes: Otra moza
- José Prada: Inspector
- Luis Prendes: Buhonero
- Fernando Rey: Atracador
- José Riesgo
- Antonio Riquelme
- Horacio Socías: Boticario
- Virgilio Teixeira: Ángel
- José Telmo: Diplomático
- Tilda Thamar: Susana
- Ángel Álvarez:  Cajero